# Kasia Banas
Kasia Banas (født 1973 i Wrocław, Polen) er en polsk billedkunstner.
Hun studerede maleri, grafik og skulptur på kunstakademiet i Wrocław, hvorfra hun blev færdiguddannet i 1997. Hun arbejder med maleri og grafisk design og har haft separatudstillinger i flere europæiske lande. 
I 2007 gennemførte Kasia Banas et projekt med malerier inspireret af digte af den danske lyriker Henrik Nordbrandt – og igen i 2012 med malerier inspireret af digte af den danske lyriker Jens Fink-Jensen.